# MILF

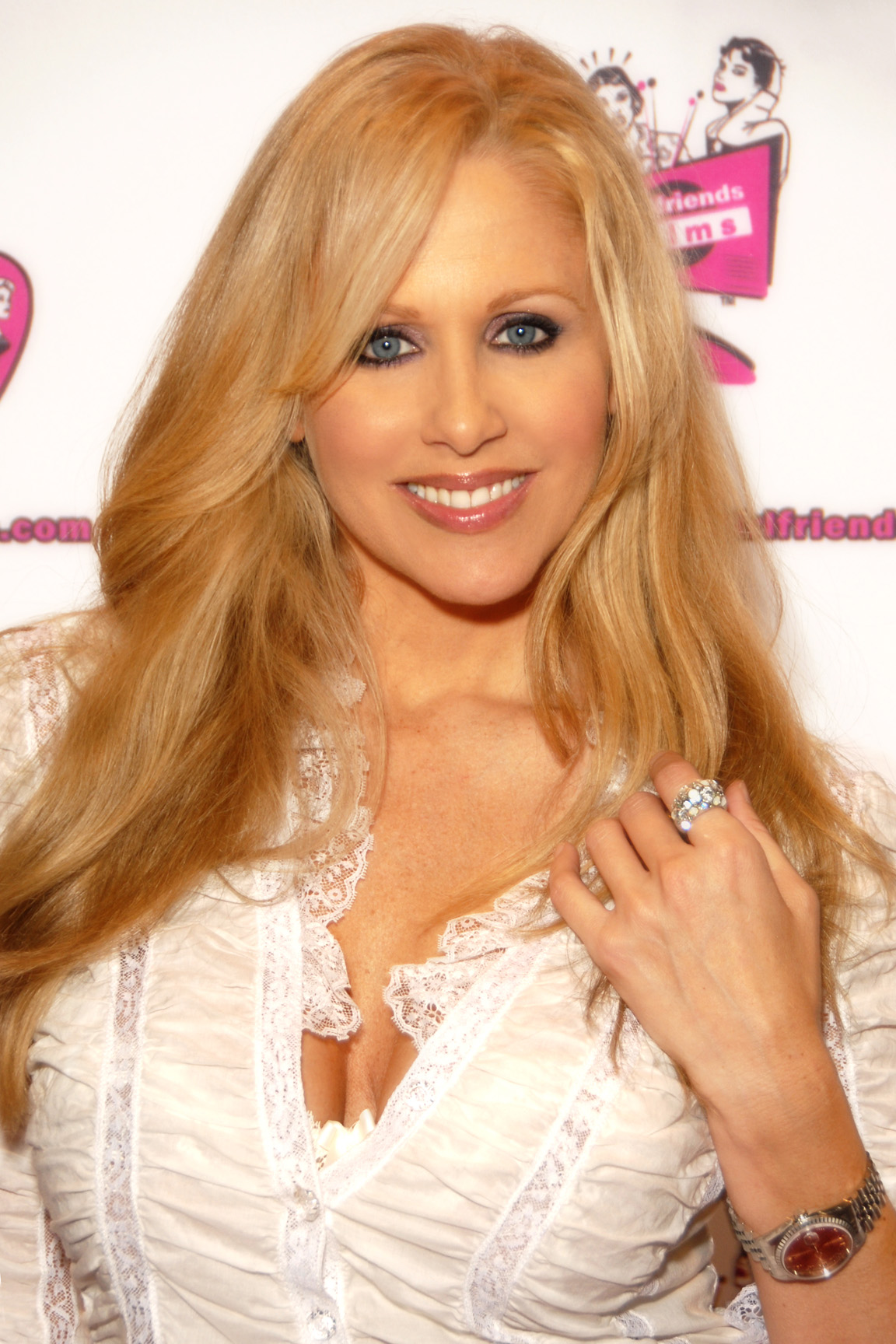
Urodzona w 1969 r. pornogwiazda Julia Ann, zdobywczyni tytułu MILF w 2008 i 2009 roku

MILF – angielski (a właściwie amerykański) akronim pochodzący od słów mother/mom I’d like to fuck (tłum. „mamuśka, którą chciałbym przelecieć”), stosowany w przemyśle porno i slangu młodzieżowym dla określenia atrakcyjnych seksualnie kobiet w średnim wieku, z reguły matek (lub w ich wieku).
Określenie spopularyzowane zostało przez film American Pie (1999), chociaż w internetowych grupach dyskusyjnych stosowano je już kilka lat wcześniej.
Z początku polscy tłumacze filmów z serii American Pie stosowali różne rozwiązania, aby oryginalny termin był zrozumiały dla Polaków. Przykładowo w wydaniu DVD pierwszego filmu z serii użyto formy MDP, rozwijanej jako „mamuśka do posunięcia”, zaś w Weselu zrezygnowano ze skrótu, w wydaniu DVD zastępując go formami „jadalna mamuśka” (wersja lektorska) i „mamuśka” (wersja z napisami). Z czasem akronim MILF utrwalił się w języku polskim w formie „milfetka”.